# Szerelmes Thomas
A Szerelmes Thomas (eredeti címe: Thomas est amoureux) 2000-ben bemutatott belga-francia vígjátékdráma, amelyet Pierre-Paul Renders rendezett. A forgatókönyvet Philippe Blasband készítette. A produkció főbb szerepeiben Benoît Verhaert és Aylin Yay. 2000. szeptember 3-án mutatták be a Velencei Nemzetközi Filmfesztiválon, ahol két díjat nyert. Magyarországon 2001. október 4-től volt megtekinthető a mozikban.

## Cselekmény
A jövőben játszódó történetben Thomas Thomas az általa alapított cég nyereségéből él. Az anyja fojtogató nyomása miatt agorafóbiás lett, és videohívásban kommunikál, lényegében az anyjával és a pszichológusával. A pszichológus úgy véli, hogy Thomasnak több emberrel kell találkoznia, ha ki akar gyógyulni a betegségéből, és tudtán kívül beíratja őt egy házasságközvetítő irodába és egy legális prostitúciós körbe.
Thomas megismerkedik Mélodie-val, egy New Age irányzatú fiatal nővel, akit nem riaszt el Thomas betegsége, és Évával, egy orvosi prostituálttal, és mindkét nőbe beleszeret. Ez a két törékeny személyiség arra kényszeríti, hogy átgondolja a betegséggel kapcsolatos álláspontját, és végre elhagyja otthonát. Akadályaival továbbra is keresi pszichológusát, eltaszítja magától az anyját, és barátságot köt egy szervizcég recepciósával.

## Szereplők
| Szerep              | Színész              | Magyar hangja |
| ------------------- | -------------------- | ------------- |
| Thomas Thomas       | Benoît Verhaert      |               |
| Eva                 | Aylin Yay            |               |
| Melodie             | Magali Pinglaut      |               |
| pszichológus        | Frédéric Topart      |               |
| biztonsági őr       | Alexandre von Sivers |               |
| recepciós           | Serge Larivière      |               |
| Madame Zoe          | Jacqueline Bollen    |               |
| Vanessa             | Dominique Baeyens    |               |
| Eléonore            | Inbal Yalon          |               |
| Louise              | Véronique Dumont     |               |
| Louise lánya        | Yse Gerbaux          |               |
| Dr Sorensen         | Abdelmalek Kadi      |               |
| Miss Accroche-Coeur | Colette Sodoyez      |               |

## Fogadtatás

### Kritikai visszhang
A filmet általában jónak értékelte a kritika. A Rotten Tomatoeson 69%-os minősítést ért el 39 értékelés alapján, az összefoglaló szerint: „Egy furcsa, de szórakoztató társadalmi kommentár az emberi kapcsolatokról.” Michael Wilmington a Chicago Tribune-től azt írta: „A film utolsó néhány perce furcsán megható. Ami hozzájuk vezet, az sötét humorral és maró szatírával van átitatva.” Roger Ebert szerint: „Olyan jól megismétli Thomas nyomorúságos világát, hogy mi is ugyanolyan sürgősen ki akarunk belőle törni, mint Thomas.” Owen Gleiberman az Entertainment Weeklytől azt írta: „A holland rendező, Pierre Paul Renders zseniális módon idézi meg egy kontrollmániás társadalom képét, amely éppen játékosságában baljóslatú.”
A Metacritic 63 pontot adott a 100-ból 16 vélemény alapján. Kenneth Turan a Los Angeles Timestól azt írta: „Finoman, mulatságosan indul, majd komolyabbá, sőt provokatívvá válik, anélkül, hogy feláldozná könnyedségét. Ez egy olyan film, amelynek jár valami a fejében.” Dave Kehr a New York Timestól azt írta: „A film tele van ötletes részletekkel és hatásos jellemrajzokkal (Thomasnak olyan anyja van, akitől Woody Allen is kirázná a hideg), amelyek nagymértékben elfedik a film konvencióit.” David Stratton a Varietytől azt írta: „Vicces és eredeti film, amely egy olyan jövőben játszódik, amikor a kommunikáció még kifinomultabb, mint most.”

### Bevétel adatai
A Box Office Mojo szerint a film 111 ezer dolláros bevételt ért el, a költségvetésről nincs adat.

## Fontosabb díjak és jelölések
| Esemény                                   | Díj                | Kategória           | Eredmény |
| ----------------------------------------- | ------------------ | ------------------- | -------- |
| 2000-es Velencei Nemzetközi Filmfesztivál | FIPRESCI-díj       | Legjobb első filmes | Elnyerte |
| 2000-es Velencei Nemzetközi Filmfesztivál | Laterna Magica díj | Laterna Magica díj  | Elnyerte |
| 2000-es Velencei Nemzetközi Filmfesztivál | Év Oroszlána díj   | Cinema Present      | Jelölve  |